# Kuuhankavesi
Kuuhankavesi är en sjö i Finland. Den ligger i kommunen Hankasalmi i landskapet Mellersta Finland, i den centrala delen av landet, 260 km norr om huvudstaden Helsingfors. Kuuhankavesi ligger 98,8 meter över havet. Den är 24 meter djup. Arean är 18,37 kvadratkilometer och strandlinjen är 49,81 kilometer lång. Sjön  ingår i Kymmene älvs huvudavrinningsområde. 